# Яшелькуль
Яшельку́ль (рос. Яшелькуль, башк. Йәшелкүл) — присілок у складі Міякинського району Башкортостану, Росія. Входить до складу Зільдяровської сільської ради.
Населення — 2 особи (2010; 2 в 2002).
Національний склад:
- українці — 100%